# 佐上峻作
佐上 峻作（さがみ しゅんさく、1991年2月25日 - ）は、日本の実業家。AI・DXを用いたM&A仲介事業を行う株式会社M&A総合研究所代表取締役社長。大阪府生まれ。

## 経歴
- 大阪市立天王寺小学校、帝塚山中学校・高等学校卒業[2]。
- 2013年 神戸大学農学部を卒業後、株式会社マイクロアド入社。広告配信システム開発を行う。
- 2016年 EC/メディア事業を運営する株式会社メディコマを創業[3]。
- 2017年 株式会社ベクトル（東証一部）に株式会社メディコマを9.5億円で売却[4]。子会社社長に就任し、11事業／会社の買収・売却を経験。
- 2018年10月 全ての経営者様に満足の行くM&Aを提供することを目指し、M&A総合研究所を設立。
- 2022年6月 創業から3年8ヶ月でM&A総合研究所を東証グロース市場上場へ導く[5]。
- 2023年3月 書籍「新卒・中途対象 M&A業界を目指す人向けガイドブック M&A総合研究所に人気が殺到している理由」を出版[6]。
- 2023年8月 M&A総研ホールディングスを東証プライム市場へと導く。[7]
- 2024年3月 フォーブス長者番付で世界1790位。保有資産額は2024年3月時点で17億米ドル(約2550億円)と日本で最も若いビリオネアに。[8]令和の「新・長者番付」で日本11位。
- 2024年7月 最高位戦日本プロ麻雀協会のプロテストに合格し、プロ雀士デビュー[9]

## 著書
・M&A3.0 事業承継の切り札 M&A TECH（パレード出版）
・新卒・中途対象 M&A業界を目指す人向けガイドブック M&A総合研究所に人気が殺到している理由
・効率化の精鋭（朝日新聞出版）